# Majdan (powiat garwoliński)
Majdan – wieś sołecka w Polsce położona w województwie mazowieckim, w powiecie garwolińskim, w gminie Trojanów.
W latach 1975–1998 miejscowość należała administracyjnie do województwa siedleckiego.
Wierni Kościoła rzymskokatolickiego należą do parafii św. Bartłomieja Apostoła w Korytnicy.